# Invidious Dominion
Invidious Dominion är det amerikanska death metal-bandet Malevolent Creations elfte studioalbum, utgivet i augusti 2010 av Nuclear Blast.

## Låtförteckning
1. "Intro" (instrumental) – 0:33
2. "United Hate" – 3:31
3. "Conflict Finalized" – 3:31
4. "Slaughterhouse" – 4:11
5. "Compulsive Face Breaker" – 3:18
6. "Leadspitter" – 3:23
7. "Target Rich Environment" – 3:38
8. "Antagonized" – 3:39
9. "Born Again Hard" – 3:16
10. "Corruptor" – 3:52
11. "Invidious Dominion" – 3:01

- Text: Brett Hoffmann
- Musik: Phil Fasciana (spår 1, 3, 5–10), Gus Rios (spår 2, 6, 11), Gio Geraca (spår 5, 7)

## Medverkande
Musiker (Malevolent Creation-medlemmar)
- Phil Fasciana – gitarr
- Brett Hoffmann – sång
- Gio Geraca – gitarr
- Jay Blachowicz – basgitarr
- Gus Rios – trummor

Bidragande musiker
- Jerry Mortellaro – sologitarr (spår 11)

Produktion
- Erik Rutan – producent, ljudtekniker, ljudmix
- Eric Koondel – ljudtekniker
- Alan Douches – mastering
- Rob Kimura – omslagsdesign
- Pär Olofsson – omslagskonst
- Mike Gearheart – foto